# Zamek Okayama
Zamek Okayama (jap. 岡山城 Okayama-jō) – zamek w Japonii, w mieście Okayama, nad rzeką Asahi (prefektura Okayama).

## Opis
Jeden ze stu słynnych zamków Japonii. Został ukończony w 1597 roku po ośmiu latach budowy zleconej przez daimyō o nazwisku Hideie Ukita (1573–1655). Był to jeden z pięciu regentów (go-tairō) rady powołanej przez Hideyoshiego Toyotomi (1537–1598). Miała ona na celu utrzymanie pokoju i opiekę na jego synem, Hideyorim. 
Popularnie zwany „zamkiem wron” (鳥城, U-jō) z powodu, odmiennego niż większość zamków w Japonii, koloru czarnego (jedynie zamek Matsumoto jest jeszcze koloru czarnego i wspólnie dzielą taką nazwę).
Tylko jeden z oryginalnych budynków zamku uniknął zniszczenia w czasie II wojny światowej. Była to wieża-baszta Tsukimi-yagura pochodząca z 1620 roku. Istnieją również rekonstrukcje i odkopane fundamenty kilku innych budynków, co pozwala określić zasięg kompleksu zamkowego. Główne prace przeprowadzono w 1966 roku.
Wewnątrz sześciopiętrowego donżonu (tenshu) znajdują się eksponaty związane z historią i rozwojem zamku. Istnieje także pracownia garncarska, w której odwiedzający mogą wytwarzać bizen-yaki, rodzaj ceramiki lokalnej prefektury Okayama. 

## Galeria

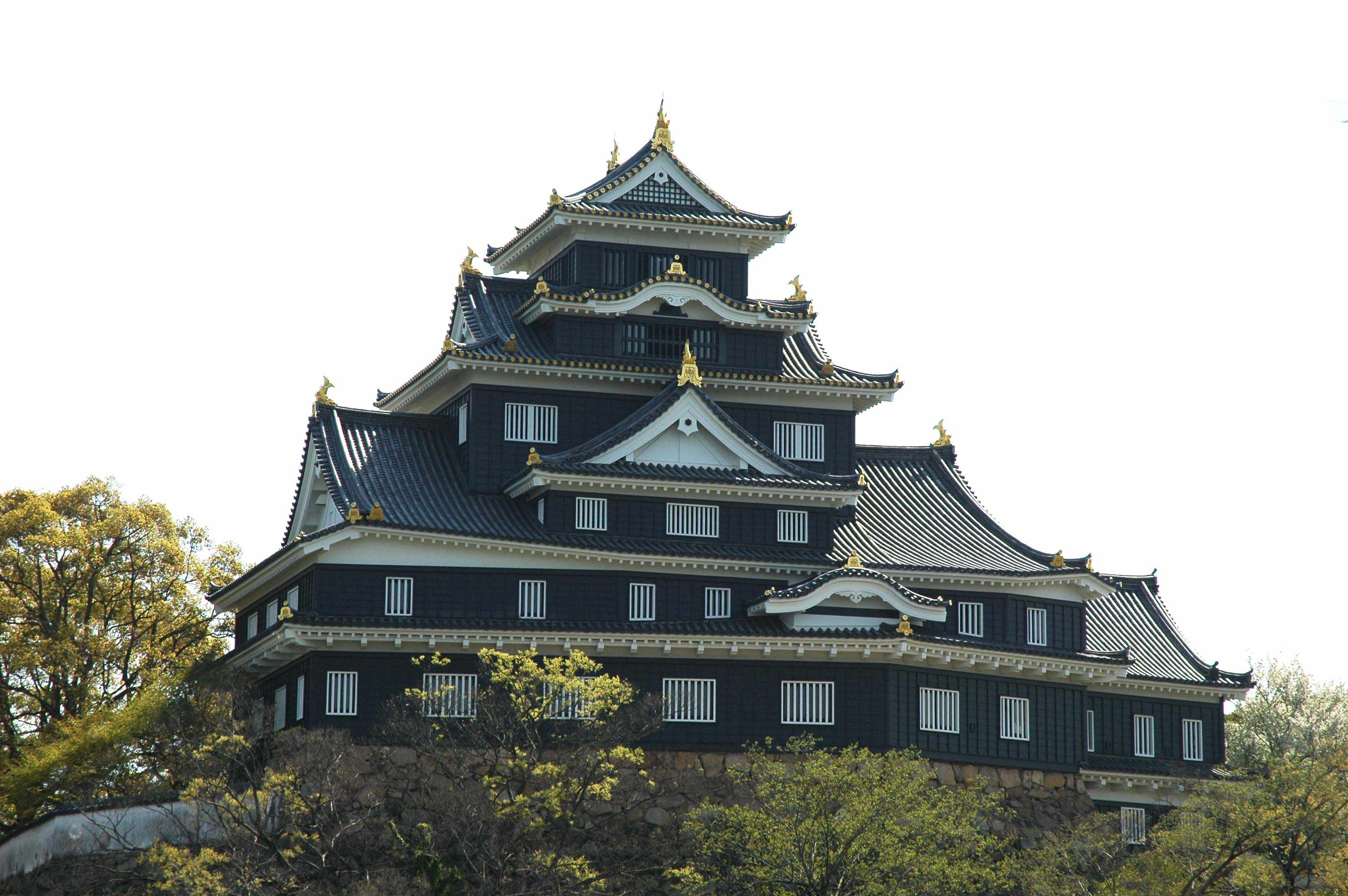
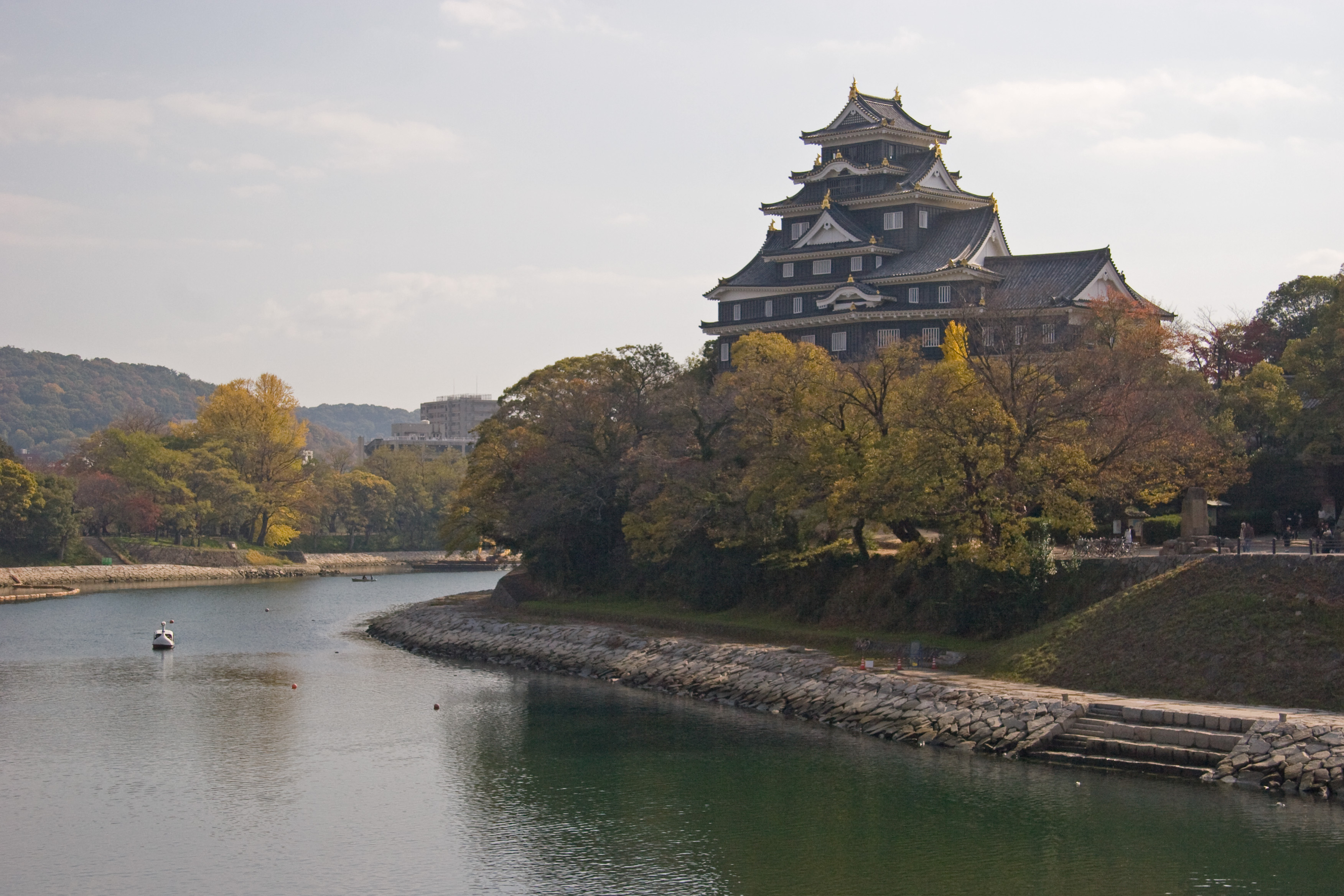
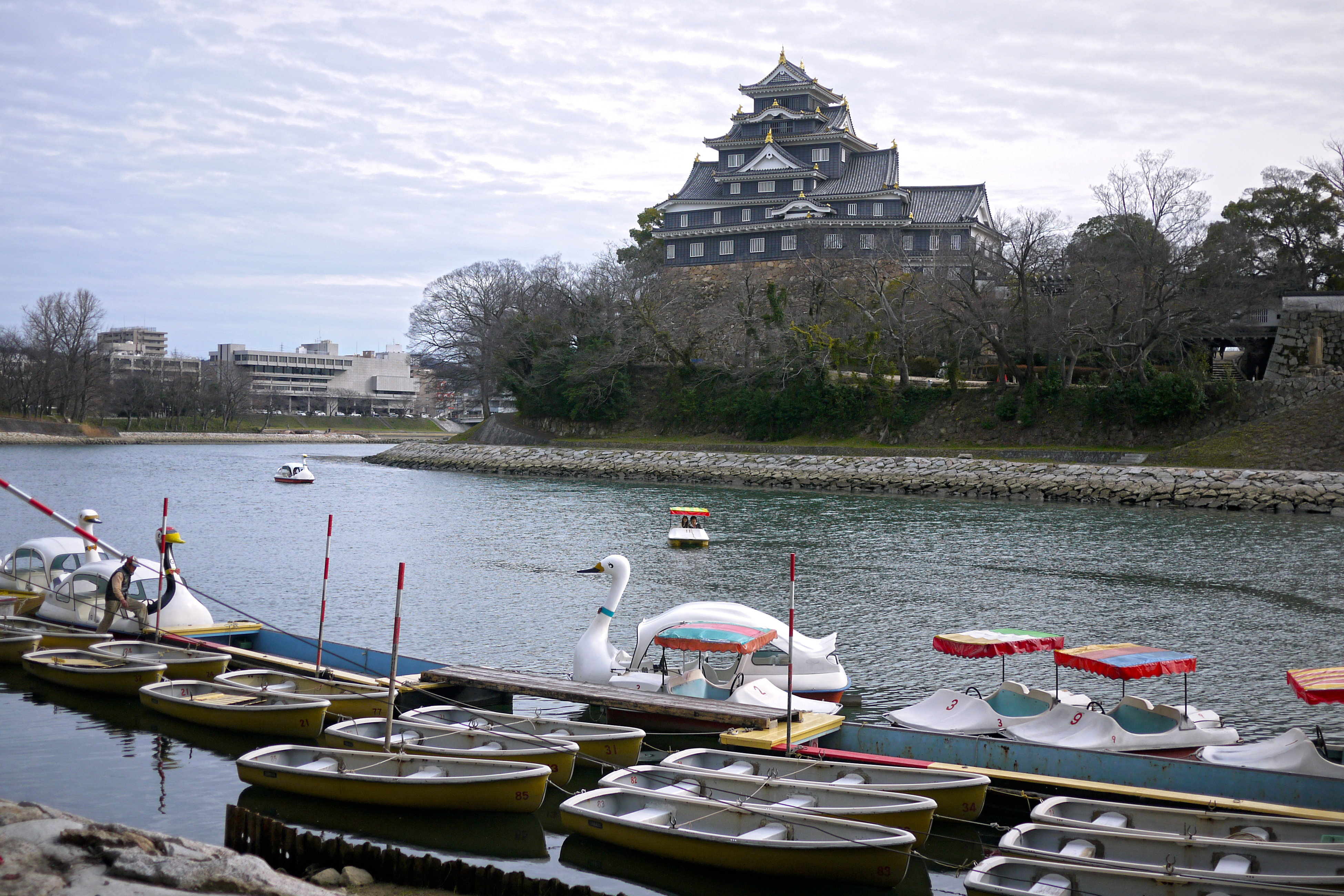
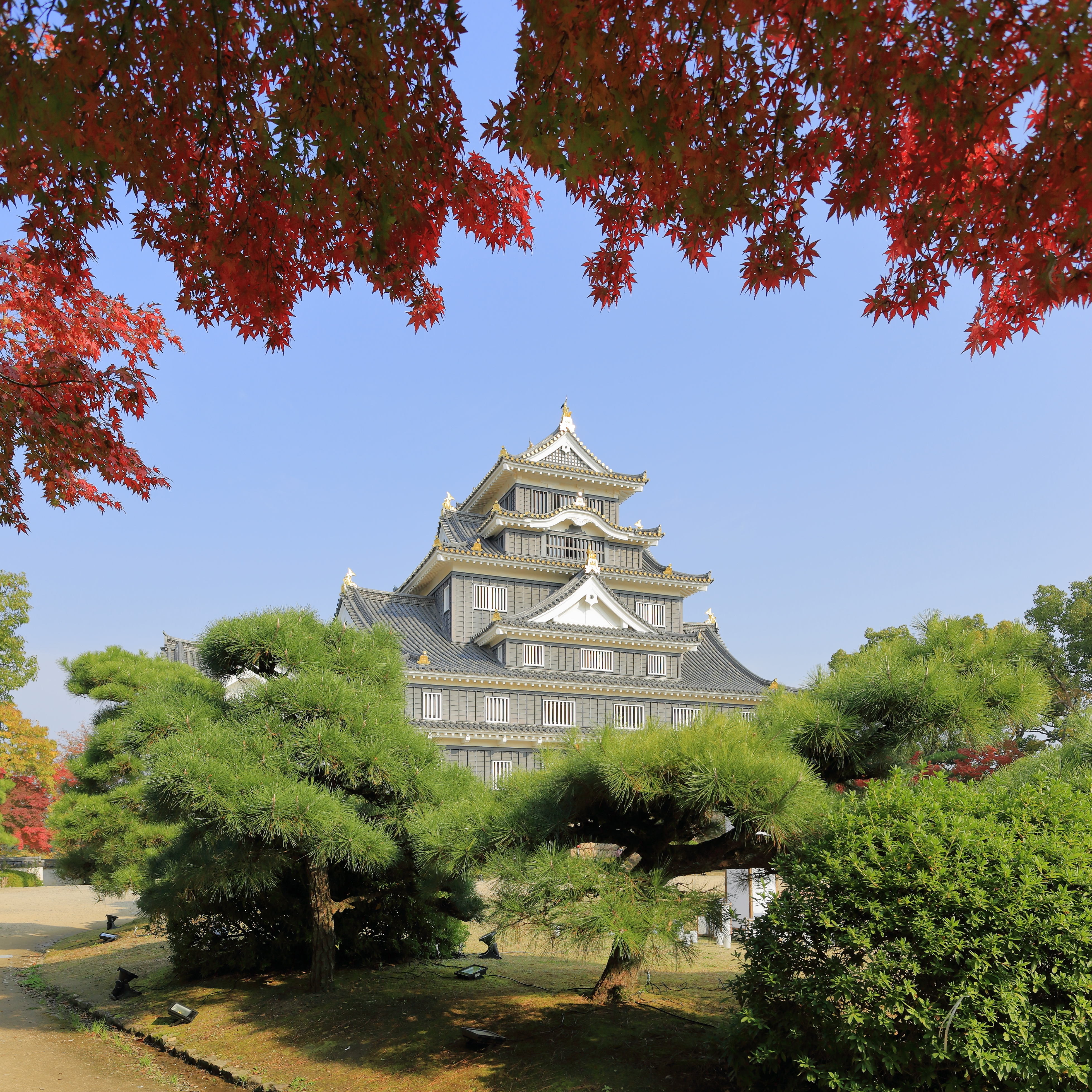
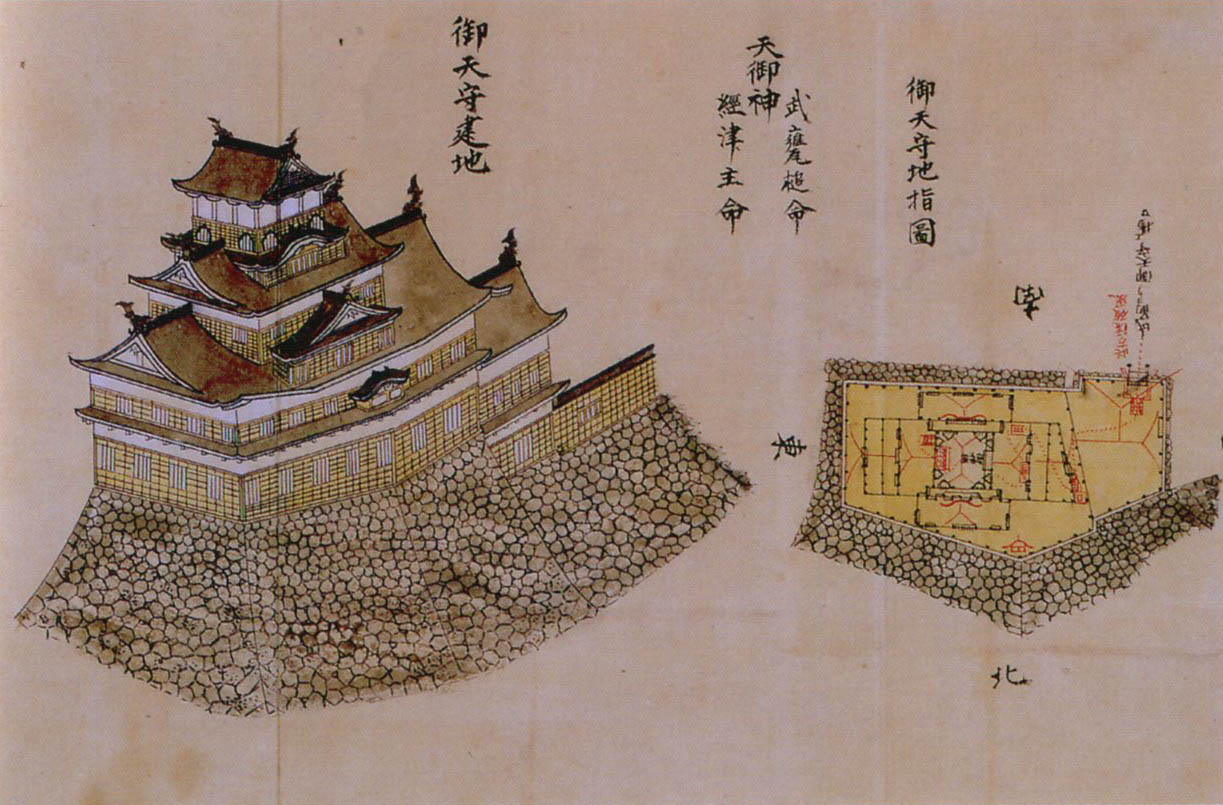
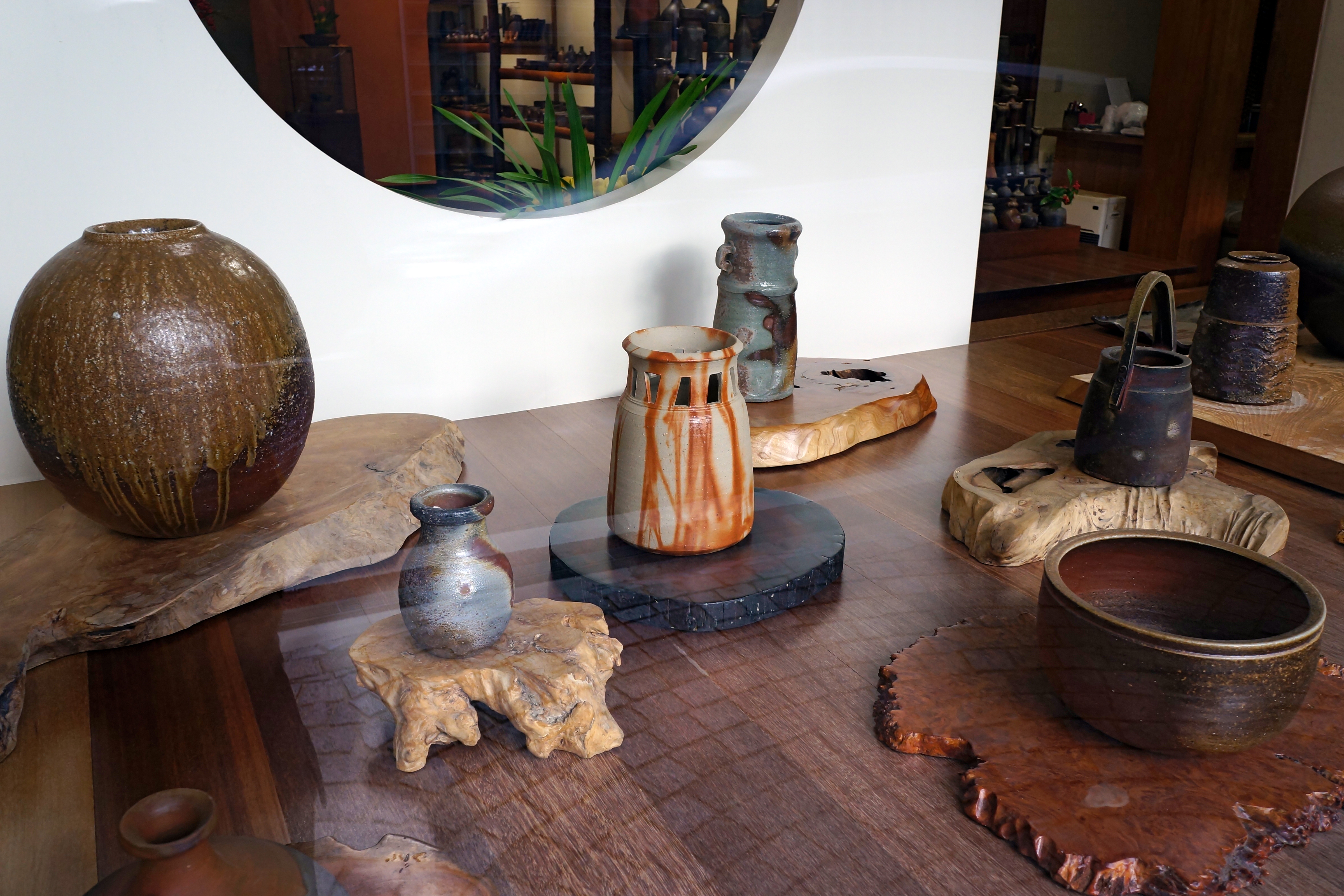